# Scotch broth
Scotch broth é uma sopa típica da culinária da Escócia confecionada com carne de carneiro ou borrego, normalmente com osso, e vegetais, engrossada com cevada.
Os vegetais incluem quase obrigatoriamente raízes, como cenoura, nabo e alho-porro, e outros como cebola, alho, repolho ou couve-de-folhas; algumas receitas incluem ervilha ou batata, ervas como salsa, rosmaninho ou tomilho, sal e pimenta, e mesmo manteiga. O que não deve ser substituído é a carne de carneiro, ou a sopa perde o seu caráter; tradicionalmente, a carne é retirada da sopa depois da cozedura, por vezes para ser servida à parte, principalmente quando se trata de carne salgada, ou separada dos ossos e incorporada de novo na sopa.